# Marais de La Villeneuve
Le marais de La Villeneuve ou marais du Hézo, est un ancien marais salant proche du golfe du Morbihan, dans la commune de Le Hézo (Morbihan). Il est protégé pour son intérêt écologique, particulièrement pour les populations d'oiseaux qui le fréquentent.

## Protection
Le marais de La Villeneuve fait partie de la Zone spéciale de conservation du golfe du Morbihan.
Dans le cadre de Natura 2000, il est intégré dans la Zone de protection spéciale FR5310086.

## Localisation
Le marais de La Villeneuve est un ancien marais salant relié au golfe du Morbihan par un étroit chenal qui débouche à l'est du golfe dans la rivière de Noyalo.

## Écologie
Tout comme le marais de Lasné, le marais de La Villeneuve est un exemple de paysage semi-naturel devenu indispensable à la biodiversité du Golfe du Morbihan.
Le marais accueille de nombreuses espèces nicheuses comme l’échasse blanche.
Bretagne Vivante y effectue des études et des inventaires naturalistes.

## Histoire
Le site du marais de la Villeneuve est la propriété du conseil général du Morbihan depuis 2002, au titre des Espaces Naturels Sensibles. Ce site naturel fait partie de la zone plus large de l’étang du Hézo, du moulin à marée et des marais salants de Lasné et couvre une superficie de 10 hectares.
Des travaux de réhabilitation ont été entrepris en septembre 2011 par le conseil général. Ils consistent en des ouvertures de brèches entre les petits bassins, le renforcement et le rehaussement de certaines digues et enfin la suppression de 400 m de diguettes afin de restaurer le fonctionnement hydraulique des marais.

## Visite
Le marais de La Villeneuve est aménagé pour l’accueil du public (passage piétons, observatoires). 